# 紹興酒
紹興酒（しょうこうしゅ）はもち米と中華人民共和国の浙江省紹興市の鑑湖の湧水を使って醸造し、3年以上の貯蔵熟成期間を経た黄酒（ホアンチュウ、拼音: Huángjiǔ、すなわち醸造酒）である。中国では鑑湖の水で仕込むので、鑑湖名酒ともいう。アルコール度数は14〜18度。飲用にするほか、調味料としても用いられる。
黄酒を長期熟成させたものを老酒（ラオチュウ、拼音: Lǎojiǔ）と呼ぶ。中国青島市の即墨老酒は代表的な老酒（台湾・日本で作られたものも老酒ということもある）。

## 分類

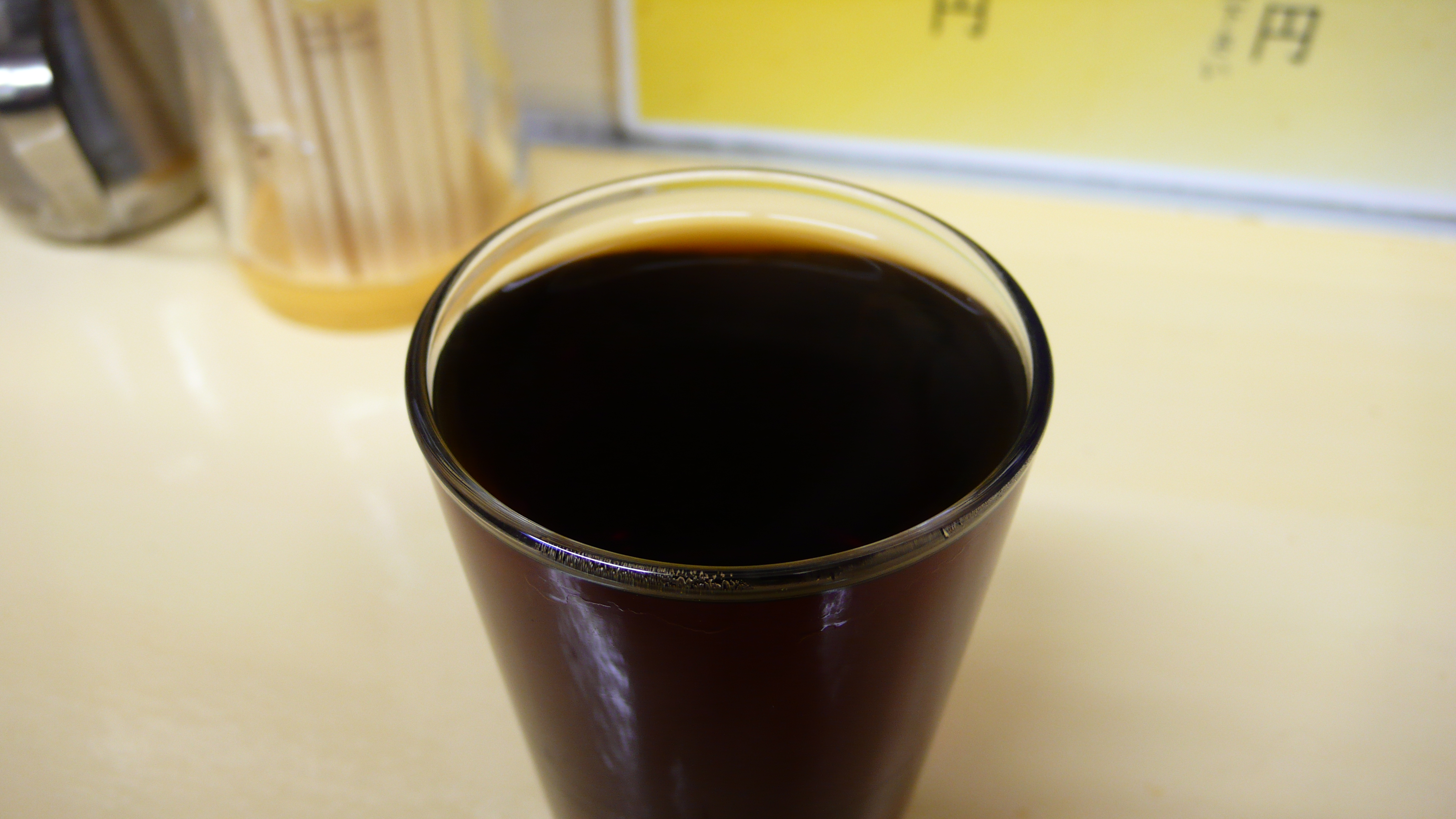
杯に入れた紹興酒

黄酒は直糖分によって4種類に分類できる（直糖は繊維以外の甘みを感じる糖類。酒ではほとんどがブドウ糖）。それぞれのタイプに属する典型的な紹興酒を示す。
| 直糖分 (g/100mL) | 黄酒のタイプ | 典型的な紹興酒 | 典型的な紹興酒   | 典型的な紹興酒 | 典型的な紹興酒 |
| 直糖分 (g/100mL) | 黄酒のタイプ | 名称           | 仕込み時添加物   | 熟成期間       | 備考           |
| ---------------- | ------------ | -------------- | ---------------- | -------------- | -------------- |
| 0.5以下          | 乾型黄酒     | 元紅酒         | (標準とする)     | 1〜2年         | 昔は甕が朱色   |
| 0.5〜3.0         | 半乾型黄酒   | 加飯酒         | + 米と麹を1割増  | 3年以上        | 古酒は花彫酒   |
| 3.0〜10.0        | 半甜型黄酒   | 善醸酒         | 水に代えて元紅酒 |                | 濃厚な酒       |
| 10.0以上         | 甜型黄酒     | 香雪酒         | + 麹と粕取り焼酎 |                | 甘いリキュール |

## 酒母の造り方

### 原料
紹興酒の酒母（淋飯酒）は次の原料から造る。
- 糯米（もちごめ）
- 麦麹： 小麦で作った麹。クモノスカビなどを含み、発酵に必要な酵素力を補う[3]。
- 麦曲（草包曲）：粗砕小麦を発酵させたもの[3]。
- 酒薬：粗砕した粳白米粉に辣蓼の葉を混ぜ、水で練って乾燥させたもの[3]。
- 鑑湖水：清潔で醸造微生物に必要な鉱物質を適量含有しており、紹興酒の香味が佳良である理由の1つとされる[3]。
- 漿水：糯米を浸した後の鑑湖水。

伝統的手法では、糯米を精白して鑑湖の水に浸漬しておくと乳酸発酵する。1〜2週間たったら糯米を取り出して蒸し、原料とする。浸漬水も“漿水”と呼んで原料として用いる。乳酸が腐敗を防ぎ、酒にコシ（酸味）を加える。元紅酒と加飯酒は上記の原料のみで醸造するが、その他の原料として、元紅酒や酒粕から造った焼酎も用いる場合がある。

### 淋飯酒（酒母）
淋飯酒は次のようにして造る。
1. 糯米を蒸す。
2. 蒸した糯米を底がすのこになっている桶に入れ冷水をかけて冷ます。これを淋飯という（“淋”は「ポタポタしたたる」という意味）。
3. 酒薬をまぶし、大甕の内部の側壁に塗りつける。
4. 3日ほどででんぷんが糖化し、底に甘酸っぱい液となって溜まる（これを漿凹酒という）。
5. 麦麹と鑑湖水を加え、時々混ぜる。これを繰り返す。

そのまま発酵させ、絞って殺菌したものを「淋飯酒」という。現在の紹興酒の酒母（母体）として用いられる淋飯酒は、絞ったり殺菌したりしない。アルコール度数は低い。以前はよく飲まれていたが、アルコール度数が低く、味も薄いので、現在は販売されていない。

## 紹興酒の種類と造り方

### 元紅酒
元紅酒は標準酒で、酒母・漿水・蒸した糯米・麦麹を加えて、10日間の一次発酵の後、小さめの甕に入れて蓋をし、屋外で3か月の二次発酵をする。熟成期間は1～2年間で、アルコール度数は16～17度。
昔は朱紅色の甕（かめ）に入れて売っていたので、元紅酒と呼ばれている。中国ではこのタイプの黄酒が最も多く飲まれている。

### 加飯酒
加飯酒は、元紅酒と同様の製造法だが、糯米と麦麹を1割増量して作る。最低3年熟成させて出荷する。アルコール度数は18～19度。日本では加飯酒がよく飲まれている。
黄酒は、濾過した後、80〜90℃に加熱（煮酒）して殺菌し、甕に詰める。その口を蓮の葉と油紙で覆い、素焼きの皿で蓋をし、竹皮で包み、粘土で塗り固める。日本向けのものは、粘土の代わりに石膏を使う。粘土では、日本の植物防疫法（検疫）に触れるので、輸出できないからである。

### 花彫酒
花彫酒は、古代人物や動植物を彫刻して色づけされた壺に入った加飯酒のことである。かつて娘が生まれると地下に酒甕（花彫酒瓶）を埋め、嫁入りのお祝い酒用に備える女児酒という風習があった。この風習は4世紀初頭にはあり、その頃から殺菌技術があったことが文献によって確認できるが、この風習は既に失われた。
紹興の古い習慣では、誕生3日目を祝って贈られた糯米で黄酒を造り、1か月後の満月の日（農暦十五日）に親戚を集めて祝宴をし、密封・殺菌した甕を父親が埋めた。女児の場合は花彫酒といい、娘が嫁ぐ時に、父親が掘り出して、母親が「囍」と書いた赤紙を貼り、甕に彫り師が彫刻をし美しい彩色をして、「嫁酒」として持たせた。男児の場合は状元紅といい、出世・結婚などの時に掘り出して飲む。状元とは科挙での最高位合格者のことである。

### 善醸酒
善醸酒は仕込み水に元紅酒を用いる。この製法は、アルコール分を増すために工夫された、古くからある方法である。この製法の酒を、昔は「重醸酒」、「酎（焼酎の字源）」、「醇酒」などと呼んでいた。直糖分とエキス分が多い濃厚な酒である。

### 香雪酒
香雪酒は、元紅酒のもろみに麦麹を追加し、仕込み水に糟取り焼酎を用い、3～4か月置いたものである。アルコール度数は20度。
善醸酒と香雪酒は、仕込み開始時にアルコールを加えるので、みりんと同様に甘くなる。甘くなる理由は、酵母はアルコール度数が20度付近になると糖を消費してアルコールを生成する発酵を停止してしまい、それ以降は麹によってでんぷんの糖化だけが継続するからである。

### 台湾産の紹興酒
1949年の国民党軍の台湾移動に伴ない中国各地の人々も集まり、紹興酒が紹興と似た方法で台湾でも多く作られて（台湾タバコ・酒専売局販売）、日本を含む世界各地へ輸出もされている。

## 飲み方
日本では、通常は常温か少し温めて飲むが、冷やしても飲むようにもなった。近年ではコーラなどの炭酸飲料で割る『ドラゴンハイボール』も提唱されている。中国南部・台湾でよく見られる「話梅」（拼音: huàméi, ファメイ、広東語: wa6mui4, ワームイ）と呼ばれる甘く完全に乾燥した干し梅を入れる飲み方も、広く行われている。また、紹興酒は油濃い中国料理に合うが、酸味が強いので砂糖や角砂糖を入れて飲む人もある。

## 調味料
紹興酒をはじめとする黄酒は、魚介類の臭み消しにも用いる。煮汁に加えるだけでなく、下処理で魚を洗うのにも用いる。この使い方は、日本酒と同様である。
中国の沿岸付近を除く寒冷地では（料理に油が多く）アルコール度数の高い白酒をよく飲むので、紹興酒は飲料よりも調味料としてよく用いられる。